# Golpe de Estado de Rucunshu
El golpe de Estado de Rucunshu – también conocido como la «revolución de palacio de Rucunshu» – fue un acontecimiento sangriento a finales del año 1896 que marcó de manera duradera la historia de Ruanda. En numerosas publicaciones que indagan en los posibles orígenes del genocidio en Ruanda de 1994, las referencias a Rucunshu no son infrecuentes, y algunos han llegado a describir este golpe de Estado como un «primer genocidio».

## Acontecimientos
A finales del SXIX, el largo reinado del mwami (rey) Kigeri IV Rwabugiri, marcado por una intensa actividad militar, finaliza de manera inesperada en 1895 cuando el soberano, que había partido a reprimir una rebelión en el Bushi (actual RDC), cae gravemente enfermo y muere.
Ya en 1889, Kigeri IV había dispuesto su sucesión y decidió que su hijo Rutarindwa lo sucedería con el nombre de Mibambwe IV Rutarindwa. Como la madre del niño ya había fallecido, y la posición de reina madre es particularmente importante en la monarquía ruandesa, el rey confió este papel a otra de sus esposas, Kanjogera, del clan Bega. Sin embargo, esta ya tenía un hijo, Musinga. A la muerte del mwami, Mibambwe IV Rutarindwa es entronizado, pero inmediatamente surgen conflictos entre dos clanes en la corte; se multiplican los complots y las masacres. Con la ayuda de su hermano Kabare, un hábil jefe militar, la reina madre Kanjogera organiza un golpe de Estado que culmina con el incendio de la residencia real, la muerte del joven rey y de su séquito, y la llegada al poder de su medio hermano Musinga, bajo el nombre dinástico de Yuhi V Musinga.
Sin embargo, las luchas por el poder continuaron, ya que Musinga, aún demasiado joven para gobernar, era hijo único, mientras que el rey difunto tenía varios hermanos, potenciales aspirantes al trono. La reina madre y su hermano ejercían la regencia y eliminaron a los opositores.

## Legado
Estos acontecimientos dividieron profundamente a Ruanda y dejaron una huella duradera en la memoria colectiva.
E. Ruhashya dedicó un largo poema épico a este episodio sangriento.
Jean-Chrysostome Nsabimana, conocido como Seruhuga (1946-1987), fue autor de una obra de teatro política titulada Mburanye Rucunshu, que le valió ser encarcelado.
En Ruanda hoy en día, la expresión «byacikiye ku Rucunshu» – «las cosas se rompieron (como) en Rucunshu» – se aplica a cualquier enfrentamiento sangriento.